# Aşk-ı Hürrem
Aşk-ı Hürrem es un álbum de música New Age compuesto por Can Atilla.

## Pistas
1. Barbarosa - Denizlerin Efendisi 		5:13
2. Aşk-ı Hürrem 		6:45
3. Harem'de İlk Dans 		4:10
4. Gül Bahçesi 		4:21
5. Mahidevran 		4:25
6. Muhibbi 		2:36
7. Muhteşem Süleyman 		4:27
8. Rodos Korsanları 		3:28
9. Mum Işığında Hayaller 		3:16
10. Akdeniz'de Günbatımı 		4:58
11. Piri Reis'in Haritası 		4:34
12. Kitab-ı Bahriye 		5:27
13. Kefe - İnsan Pazarı 		4:27
14. Gayrı Resmi Hürrem "Nastasia'nın Teması" (sahne müziği - orkestral versiyon) 		5:16
15. Aşk-ı Hürrem (radio edit)